# Populous (serie)
Populous è una serie di videogiochi del genere god game ideata da Peter Molyneux.
Il primo titolo della serie, Populous, è stato sviluppato nel 1989 da Bullfrog Productions e pubblicato da Electronic Arts. Il gioco ha ricevuto due seguiti, Populous II: Trials of the Olympian Gods e Populous: The Beginning.